# مارکوس گراهام
مارکوس گراهام (انگلیسی: Marcus Graham؛ زادهٔ ۱۱ اکتبر ۱۹۶۳) بازیگر، بازیگر سینما و بازیگر تلویزیون اهل استرالیا است.
او در فیلم اسب‌بازی بازی کرده است.